# Emigdio Santamaría

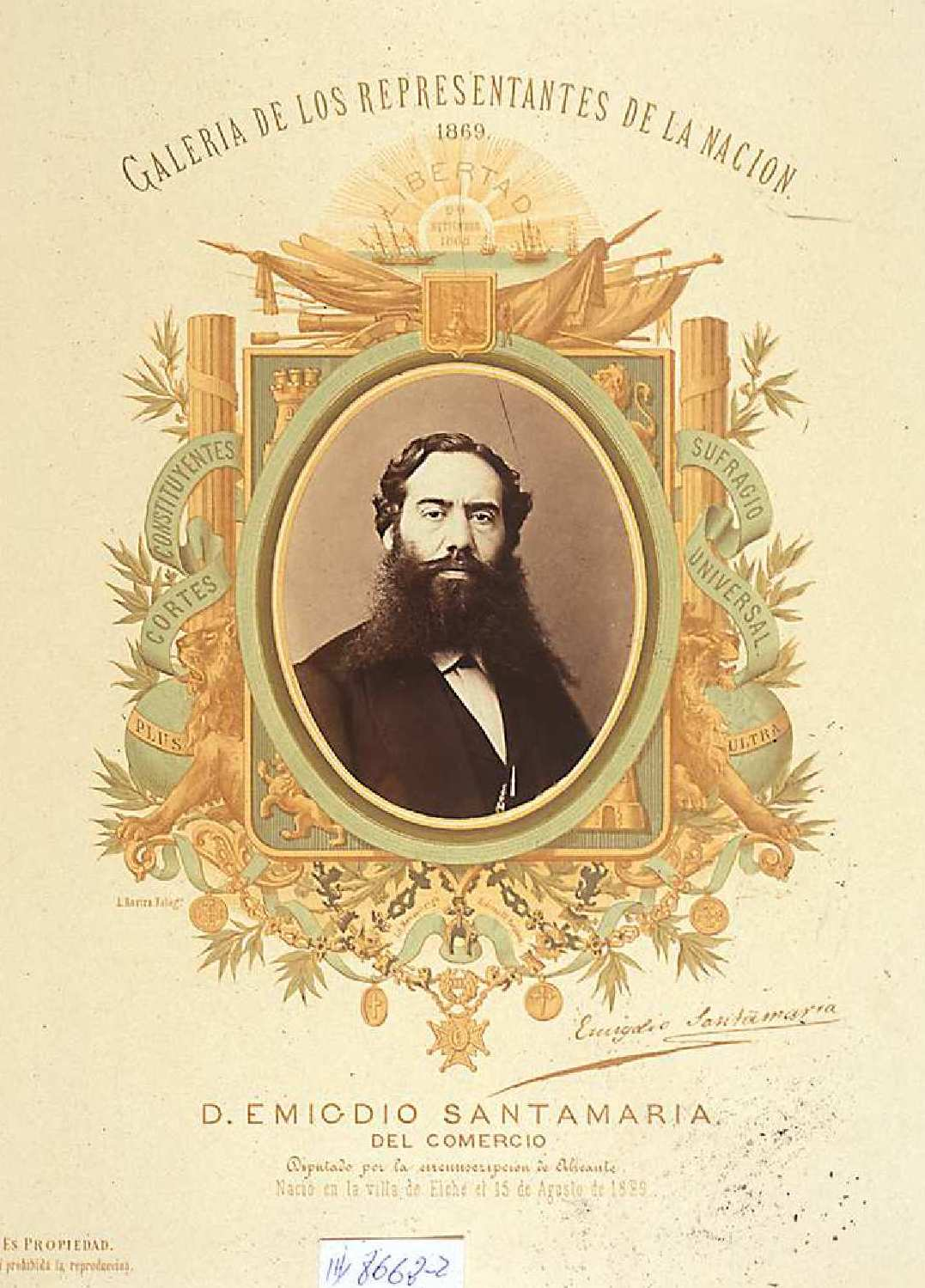
Retrato de Emigdio Santamaría. Fotografía de Leopoldo Rovira sobre papel con orla litográfica de Magín Pujadas. Inscripción: «Galería de los representantes de la nación /1869/ D. Emigdio Santamaría / del comercio / Diputado por la circunscripción de Alicante / Nació en la villa de Elche el 15 de agosto de 1829». Biblioteca Nacional de España.

Emigdio Santamaría Martínez (Elche, 15 de agosto de 1829-Madrid, 1882) fue un escritor y político de la Comunidad Valenciana, España. 

## Biografía
En 1858 se estableció en Alicante, donde fundó el periódico El Duende y compuso poesías. En las elecciones municipales de 1860 fue elegido concejal por el Partido Republicano Democrático Federal, pero no pudo tomar posesión hasta la llegada al poder de Leopoldo O'Donnell. En 1863 fue procesado por las autoridades por sus posturas radicales.
En 1865 fue elegido alcalde de Elche, pero en 1866 sufrió un atentado, en el que salvó la vida aunque más tarde, por sus ideas revolucionarias, fue encarcelado en el castillo de Santa Bárbara, de donde fue trasladado al penal de Cartagena (octubre de 1866), deportado a Ceuta y luego a Cádiz (diciembre de 1866). De enero a noviembre de 1867 estuvo desterrado en las Islas Canarias. 
En la Revolución de 1868 fue el jefe de las milicias republicanas que se enfrentaron a las fuerzas monárquicas en Dolores, provincia de Alicante. Después fue nombrado presidente de la Junta Revolucionaria de Elche y diputado provincial. En enero de 1869 fue elegido nuevamente alcalde de Elche y en las elecciones a Cortes constituyentes de 1869 diputado por Alicante. En las Cortes Españolas votó en contra de la Constitución española de 1869. Asimismo, fue uno de los signatarios del manifiesto republicano conocido como Pacto de Tortosa y participó en el alzamiento federalista de octubre de 1869 en Elche. Tras huir durante un tiempo, en noviembre volvió a su escaño. Con otro diputado republicano, Federico Rubio, actuó como testigo del infante Enrique de Borbón en el duelo que lo enfrentó al duque de Montpensier el 12 de marzo de 1870 en el que el infante perdió la vida y el duque, cuñado de Isabel II, toda posibilidad de acceder al trono vacante de España.
Participó en la Asamblea Federal de Madrid de mayo de 1871 y se presentó a las elecciones generales de 1871 por el distrito electoral de Elche, pero fue derrotado por José Poveda Escribano, mientras que en las elecciones de abril de 1872 fue derrotado por Federico Bas. Más suerte tuvo en las elecciones generales de 1873, cuando fue elegido diputado por Elche. Poco después fue nombrado gobernador civil de la provincia de Málaga. En 1874 votó contra la presidencia de la República de Emilio Castelar. 
Tras el golpe de Estado del general Pavía, fue encarcelado en Madrid hasta mayo de 1874 junto a Joaquín Casalduero Musso y José Fantoni. Tras la Restauración borbónica en el rey Alfonso XII se estableció en Madrid como yesero y fue asesinado por unos malhechores.

## Obras
- Demetria o el sistema métrico al alcance de la mujer (1881)
- Las siete palabras del redentor en la Cruz (1850)
- Elche y la Tempestad (1854)